# Ignacio Fernández Toxo
Ignacio Fernández Toxo ['toʃo] (Ferrol, La Coruña, 25 de noviembre de 1952) es un sindicalista español que fue secretario general de Comisiones Obreras (CCOO) desde 2008 a 2017 y presidente de la Confederación Europea de Sindicatos (CES) de 2011 a 2015.

## Biografía

### Durante el régimen franquista
Comenzó su vida laboral como aprendiz en la Empresa Nacional Bazán de Construcciones Navales Militares S.A. (Bazán), empresa que se fusionó con Astilleros Españoles, S.A. (AESA) en julio del 2000, constituyendo la empresa Izar Construcciones Navales. En esta empresa continuó su vida laboral hasta que fue prejubilado dentro del ERE iniciado por la SEPI en abril de 2005.
Durante su juventud fue militante de la Liga Comunista Revolucionaria y posteriormente del Partido Comunista de España. 

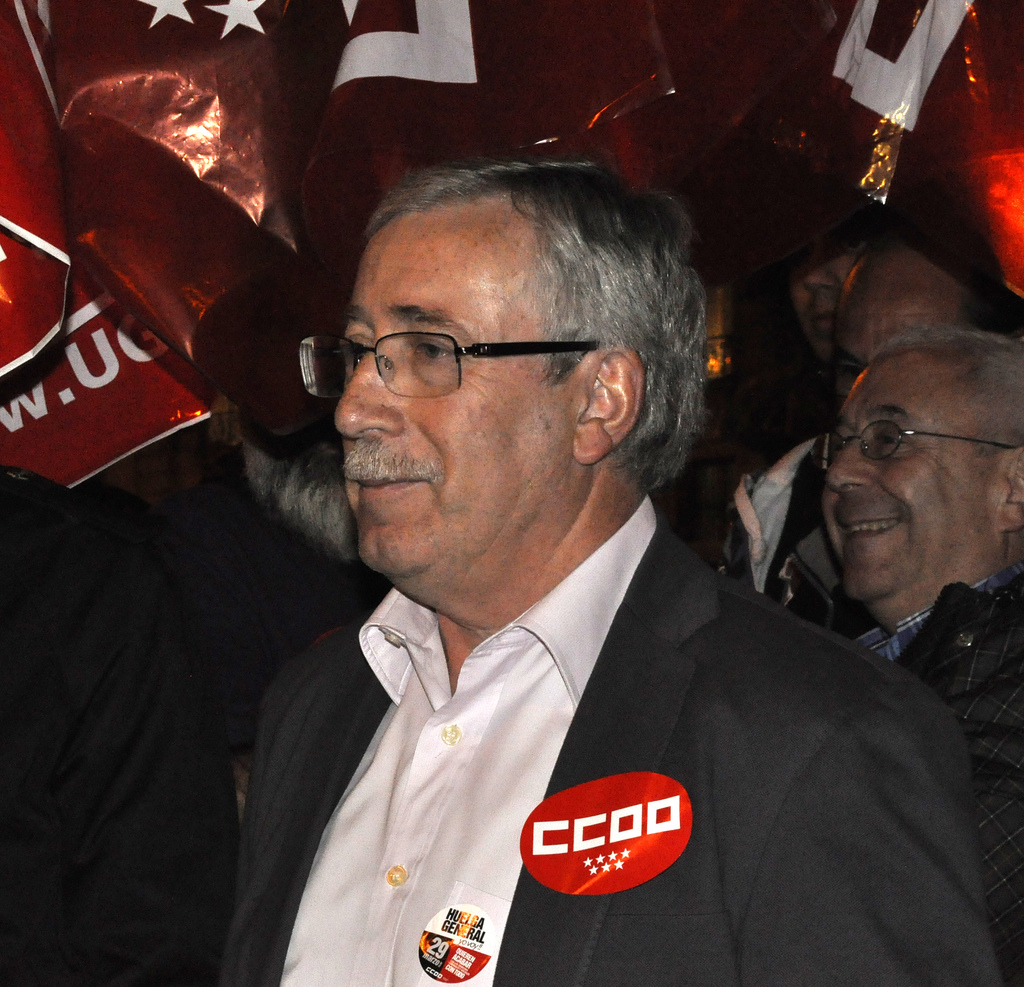
Toxo en un acto en 2012

Su actividad sindical comenzó en Bazán durante su etapa como aprendiz. Con 19 años participó en la organización de la huelga general de Ferrol del 10 de marzo de 1972. Durante las manifestaciones la Policía Armada acorraló a algunos huelguistas, entre los que se encontraba el joven aprendiz Toxo, y comenzó a disparar indiscriminadamente, hiriendo a más de 40 personas y matando a dos trabajadores de Bazán, miembros de CCOO, Amador Rey y Daniel Niebla. La vida sindical de Toxo, que acudía regularmente a la ofrenda floral anual frente al monumento en Ferrol a los asesinados el 10 de marzo, fue marcada profundamente por esta experiencia de juventud, como se desprende de sus sucesivas declaraciones sobre los hechos.
Como consecuencia de la huelga del 10 de marzo Toxo fue despedido y condenado a 5 años de prisión. Toxo huyó del penal de La Coruña y pasó a vivir en la clandestinidad hasta la aprobación de la Ley de Amnistía de octubre de 1977, no obstante lo cual se presentó a las elecciones generales de España de 1977, como cabeza de lista del Frente por la Unidad de los Trabajadores para la provincia de La Coruña.

### Transición y democracia
Por aplicación de la ley de amnistía Toxo recuperó su empleo en Bazán, donde llegó a ser elegido presidente del Comité Intercentros de la empresa. Durante el intento de golpe de Estado del 23 de febrero de 1981 se atrincheró en el ayuntamiento de Ferrol junto con el alcalde Jaime Quintanilla y otros ciudadanos y representantes sociales de la ciudad. No obstante el capitán general leal Miguel Romero Moreno controló la plaza y, finalmente, no se produjeron incidentes reseñables.
En noviembre de 1987 fue elegido Secretario General de la Federación del Metal de CCOO en sustitución de Juan Ignacio Marín, cargo que ocupó hasta noviembre de 1995, cuando se fusionaron las federaciones del Metal y de Minería del sindicato. Tras la fusión, Toxo es elegido Secretario General de la organización resultante, la Federación Minerometalúrgica de CCOO, cargo que ostentó hasta que en 2004 fue sustituido por Felipe López Alonso. En esta etapa es de destacar su defensa de la posición sindical ante la reconversión industrial y, muy especialmente, su participación en la organización de la Marcha de Hierro.
Desde 2004 a 2008 desempeñó el cargo de Secretario de Acción Sindical y Políticas Sectoriales de la Confederación Sindical de CCOO, y es miembro del Consejo Confederal y de la Comisión Ejecutiva Confederal del sindicato.
El 19 de diciembre de 2008 fue elegido Secretario General de CCOO en el 9º Congreso Confederal, sustituyendo a José María Fidalgo. Durante su mandato CCOO se ha posicionado frente a la política de recortes iniciada en mayo de 2010 por el presidente José Luis Rodríguez Zapatero, y continuada por su sucesor Mariano Rajoy, promoviendo diversas huelga y movilizaciones a niveles local y sectorial además de tres Huelgas Generales en todo el país, (septiembre de 2010, marzo de 2012 y la Huelga General Europea de 2012). Es de destacar, como innovación en la estrategia sindical, la interposición de Iniciativas Legislativas Populares ante el Congreso de los Diputados en temas como legislación laboral, derecho a la vivienda y fiscalidad.
El 18 de mayo de 2011 fue elegido Presidente de la Confederación Europea de Sindicatos en sustitución de Wanja Lundby-Wedin, miembro del sindicato LO de Suecia. Como presidente de la CES ha defendido ante las instituciones de la Unión Europea (UE) una mayor integración política de los países miembros, la ampliación de las funciones del BCE, la integración de los regímenes fiscales de los países de la UE y la convergencia de las legislaciones laborales de los países miembros.
En febrero de 2013 fue reelegido Secretario General de CCOO. Si bien en 2008 superó a José María Fidalgo solo por 28 votos, en la votación consiguió el voto del 85,6% de los delegados presentes. Además durante su segundo mandato el sindicato tuvo que afrontar el escándalo de las tarjetas black.

### Renuncia a la secretaría general
El 11 de marzo de 2017, a la edad de 64 años, Toxo anunció públicamente ante el consejo general de CCOO su intención de no presentar candidatura al XI Congreso de la organización sindical, a celebrar a finales de junio de ese mismo año. Comentando las causas de su renuncia, Toxo afirmó que "Tenemos que entender que la última de las generaciones de un sindicalismo nacido en la dictadura, que es la mía, debe dejar paso.", además expresó su apoyo a la candidatura de Unai Sordo, líder de CCOO en País Vasco.

## Distinciones
Comendador de la Orden Nacional del Mérito (Francia).